# Максим Бака
Макси́м Бака́ (фр. Maxime Baca, нар. 2 червня 1983, Корбей-Ессонн) — колишній французький футболіст, захисник.

## Ігрова кар'єра
Максим Бака народився в передмісті Парижа місті Корбей-Ессонн і почав займатися футболом в академії «Парі Сен-Жермен». За основну команду столичного клубу захисник так і не зіграв, виступаючи виключно за дубль у нижчих дивізіонах країни.
2003 року перейшов до клубу «Саннуа-Сен-Гратьян» з Ліги 3. У цій команді Бака провів два сезони, після чого став гравцем «Гавра». За «Гавр» захисник дебютував 29 липня 2005 року в матчі Ліги 2 проти «Монпельє». У сезоні 2007/08 Максим Бака забив свій єдиний гол за «Гавр» (28 вересня 2007 року в ворота Тьєррі Дебе з «Аяччо»). За підсумками сезону «Гавр» виграв Лігу 2 і в матчі з «Нансі» 30 серпня 2008 року захисник дебютував в Лізі 1. В чемпіонаті Франції 2008/09 «Гавр» посів останнє місце та вибув до Ліги 2. Бака ж залишився гравцем вищого дивізіону Франції, перейшовши в «Лор'ян». Захисник вперше зіграв за нову команду 9 серпня 2009 року в матчі чемпіонату проти «Лілля». Всього в команді провів наступні чотири роки своєї кар'єри гравця.
До складу клубу «Генгам» приєднався в червні 2014 року, підписавши дворічний контракт. За два сезони відіграв за команду з Генгама 16 матчів у національному чемпіонаті, після чого завершив кар'єру.

## Досягнення
- Переможець Ліги 2: 2007/08